# 太和城遗址
太和城遗址位于中国云南省大理市太和街道太和村，为南诏国皮逻阁至异牟寻时期都城遗址。

## 特点
此城原为洱河蛮所居。因城筑于大山坡上，故名“太和”。唐开元二十六年（738年），蒙舍诏首领皮逻阁统一六诏，被唐玄宗封为云南王。739年，迁都太和。至大历十四年（779年）南诏王异牟寻迁都羊苴咩城（今大理城西），历时40余年。
太和城遗址的城址西窄东宽，平面呈不规则三角形，面积约3.6平方千米。东西城墙已经不再，南、北城墙均自佛顶山麓向东延伸到洱海边。南墙现存3,350米，北墙3,225米，最高处约达3米，均为垒土夯筑。城址因受苍山溪流冲刷，地面已无明显的建筑遗迹。
城址内见有橙黄色夹砂陶片、带釉陶片及有字瓦等物。还存石碑《南诏德化碑》，位于太和村西南部，为大历元年（766年）南诏王阁逻凤所立。碑高3.02米、宽2.2米、厚0.58米。因风化严重，文字大部已剥蚀。碑阳正文40行，计3800余字，叙述南诏初期历史及其与唐朝、吐蕃的关系，并涉及天宝战争的起因和经过，为唐御史杜光庭书写。
在太和城内还建过一个金刚城以及南诏避暑宫。金刚城建筑在佛顶峰上，用夯土筑成圆形城墙，和太和城的北城墙西端链接。遗址现存一个3600平方米的土台，但宫室屋宇已经不复存在。1961年3月4日，中华人民共和国国务院将太和城遗址与南诏德化碑公布为第一批全国重点文物保护单位。

## 图像

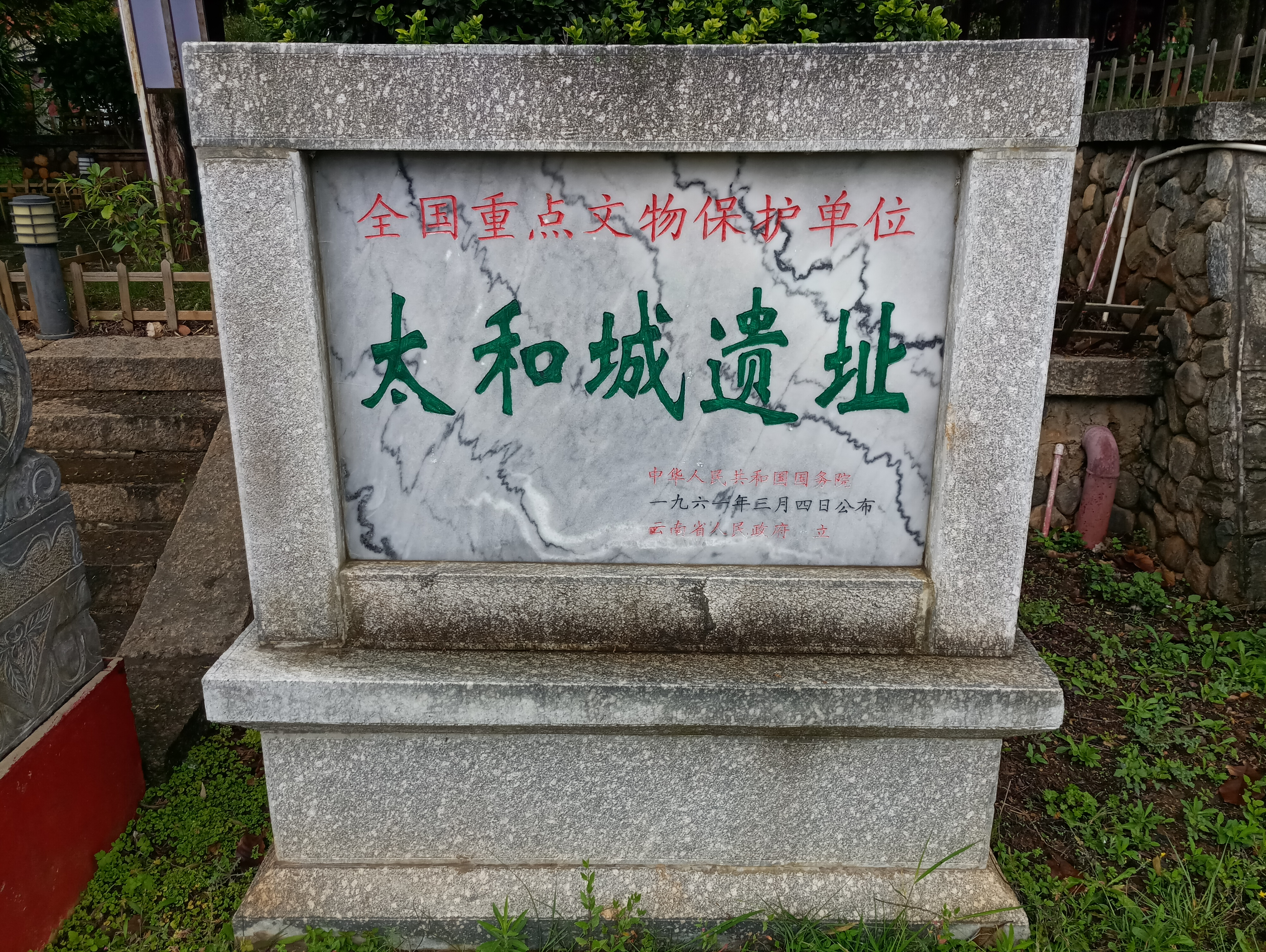
太和城遗址文保碑
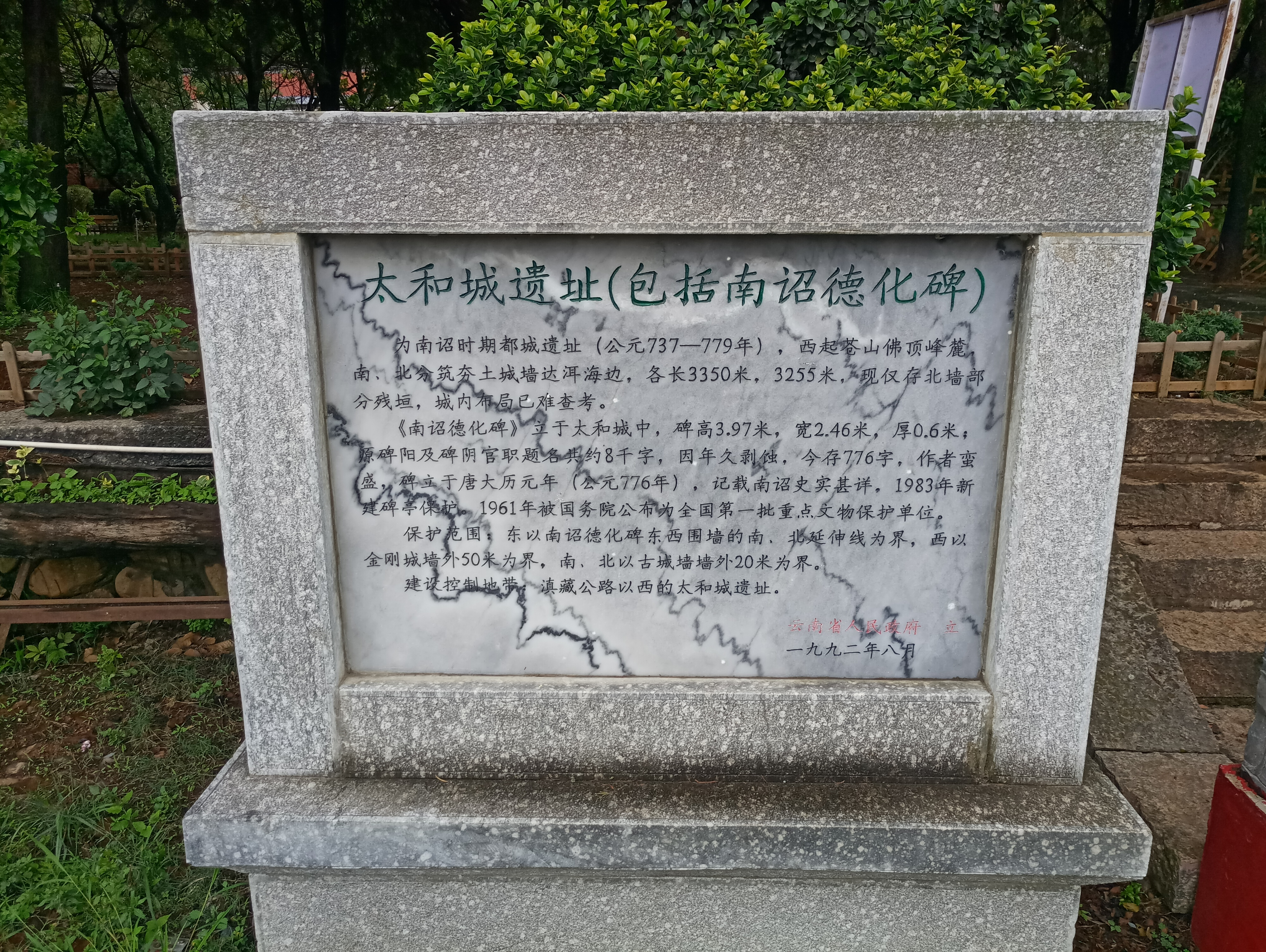
太和城遗址文保碑介绍
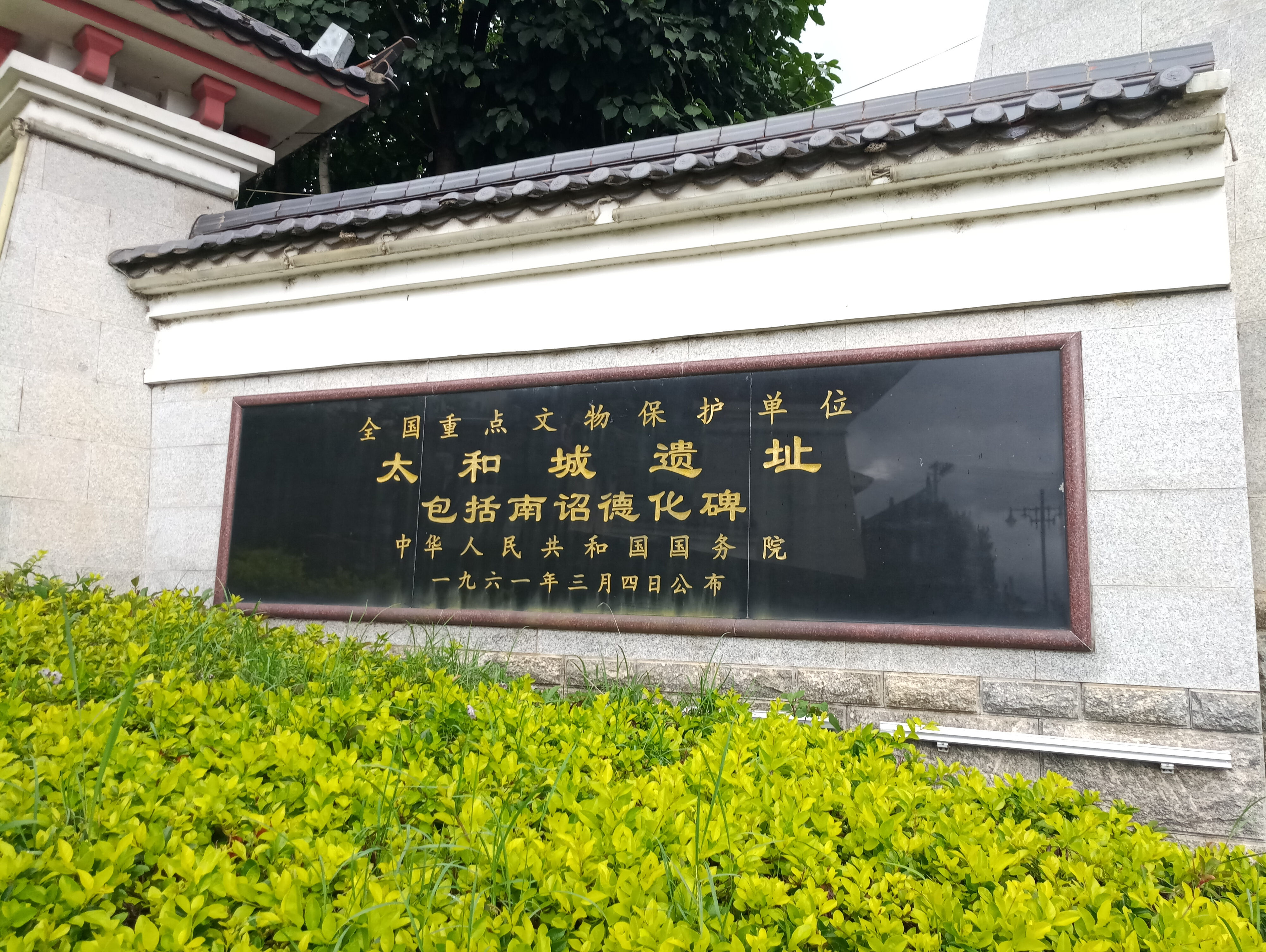
太和城遗址文保碑（路口处标示）
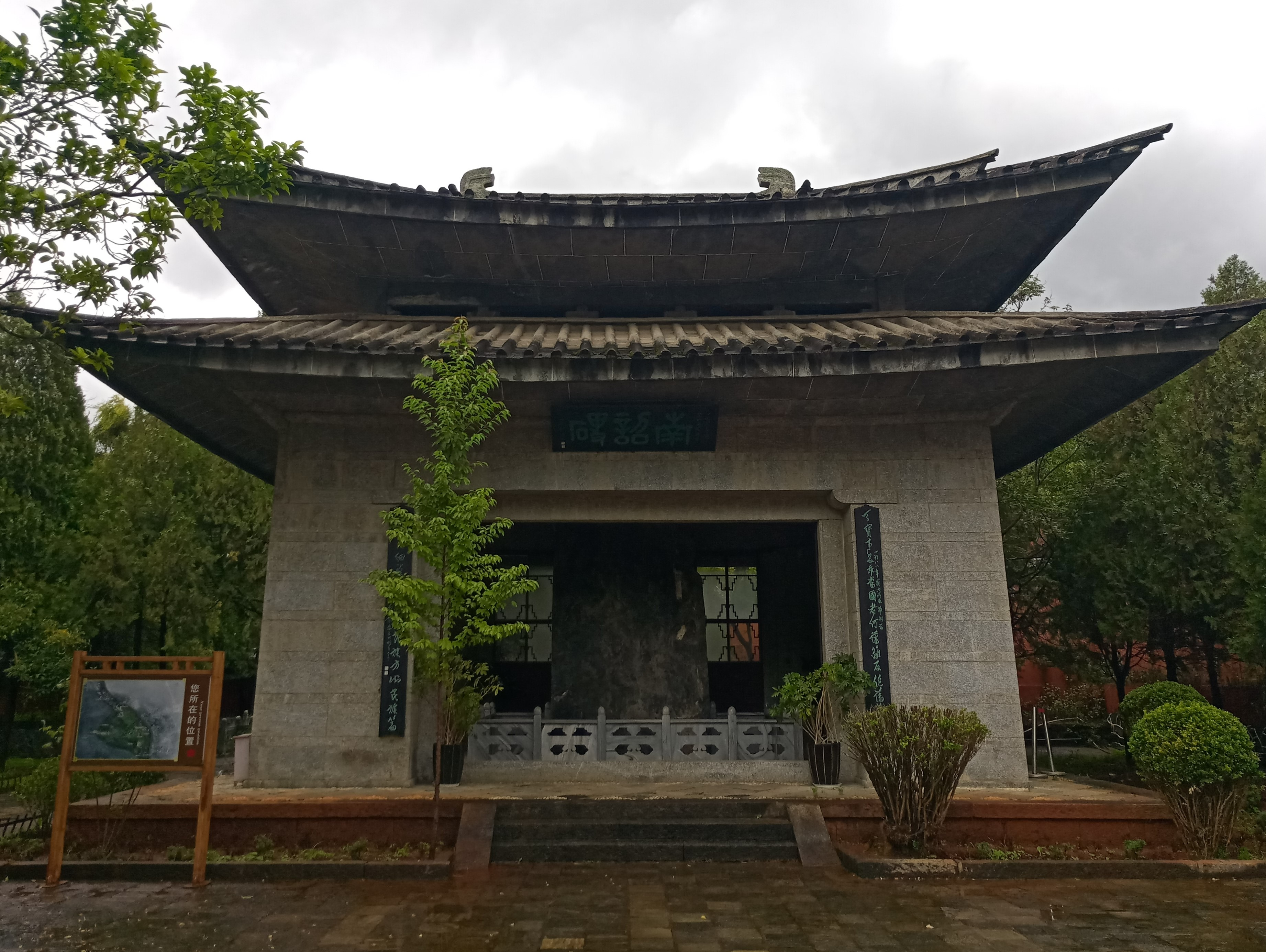
太和城遗址-南诏德化碑
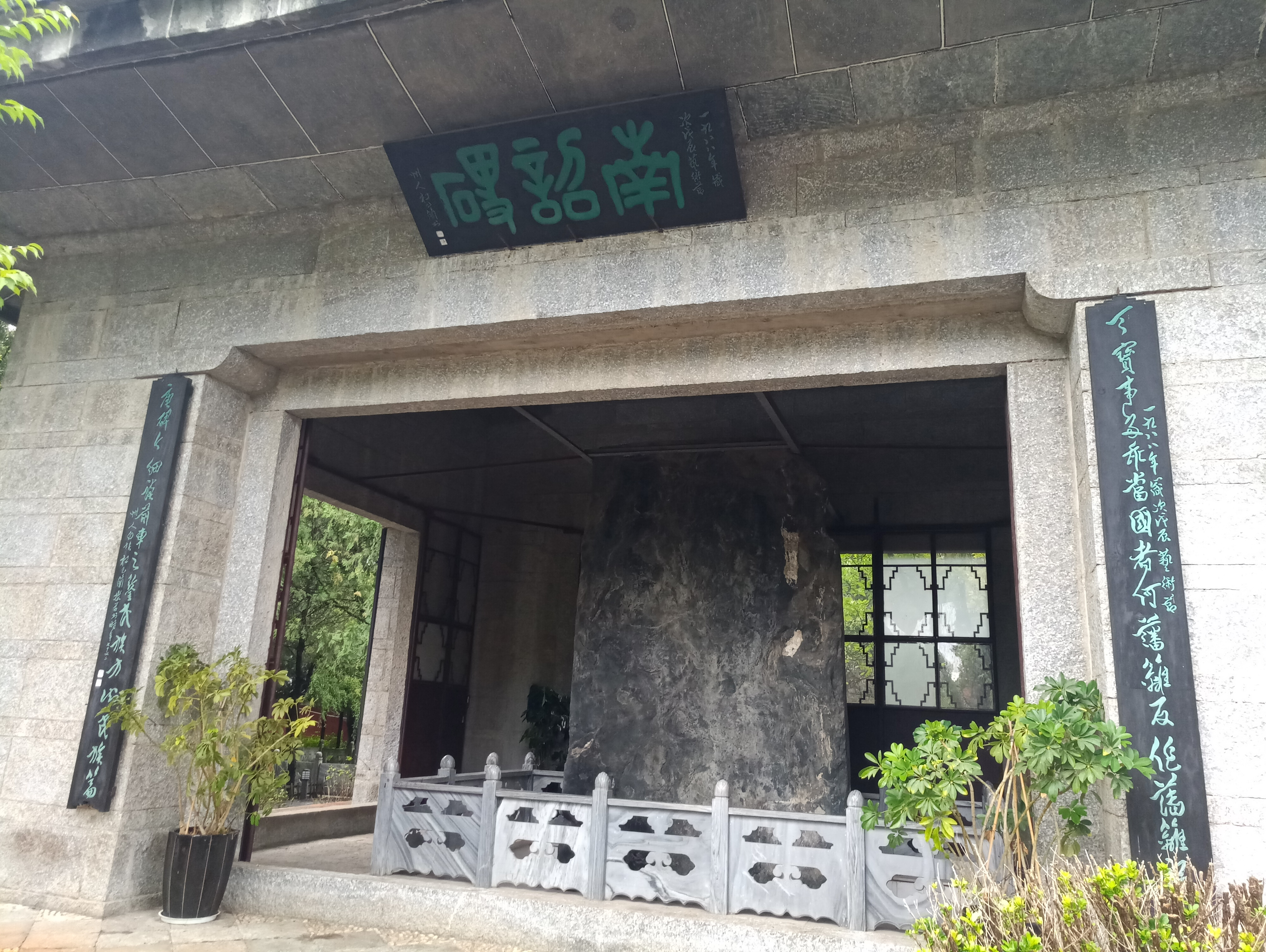
太和城遗址-南诏德化碑
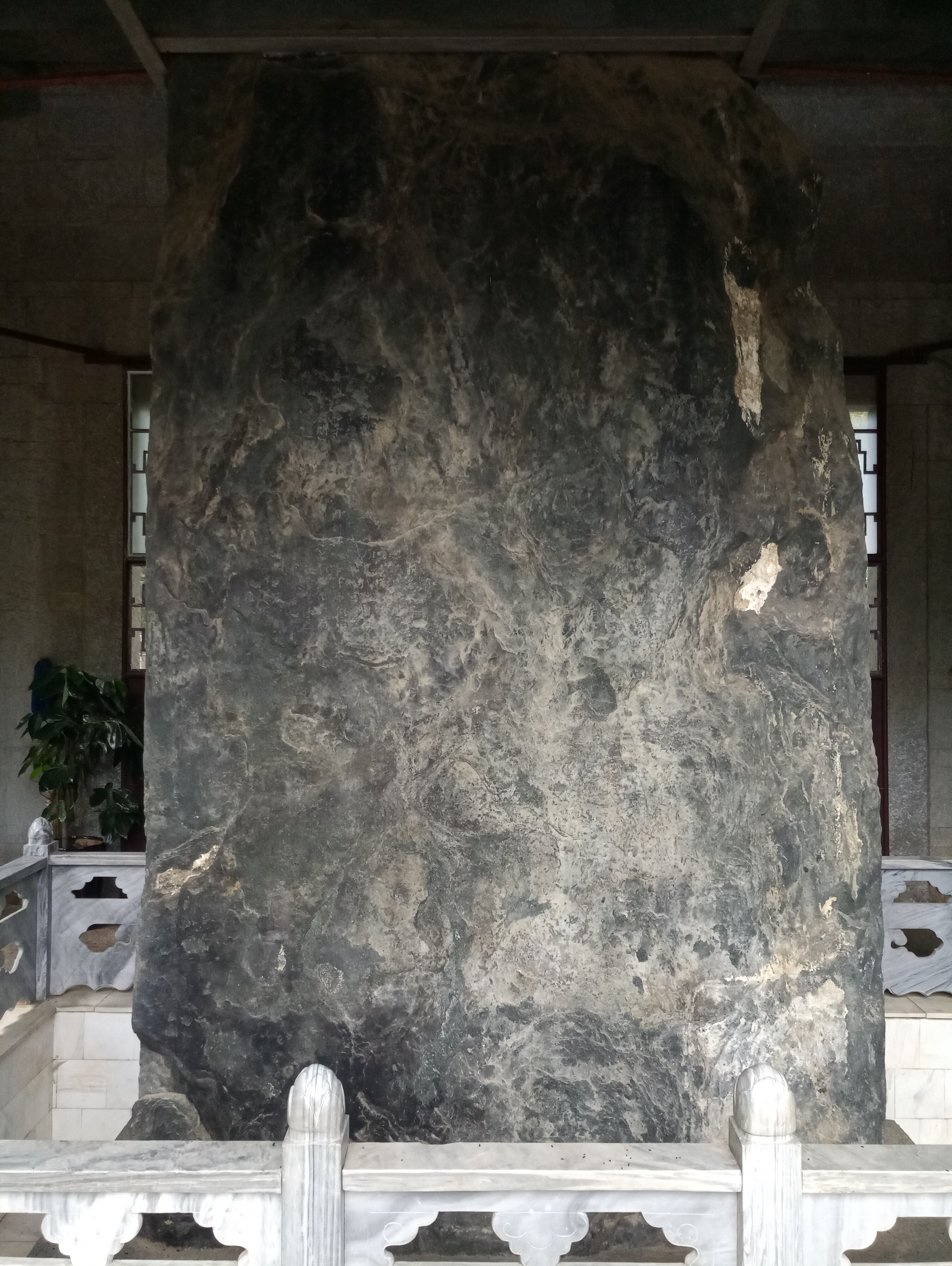
太和城遗址-南诏德化碑
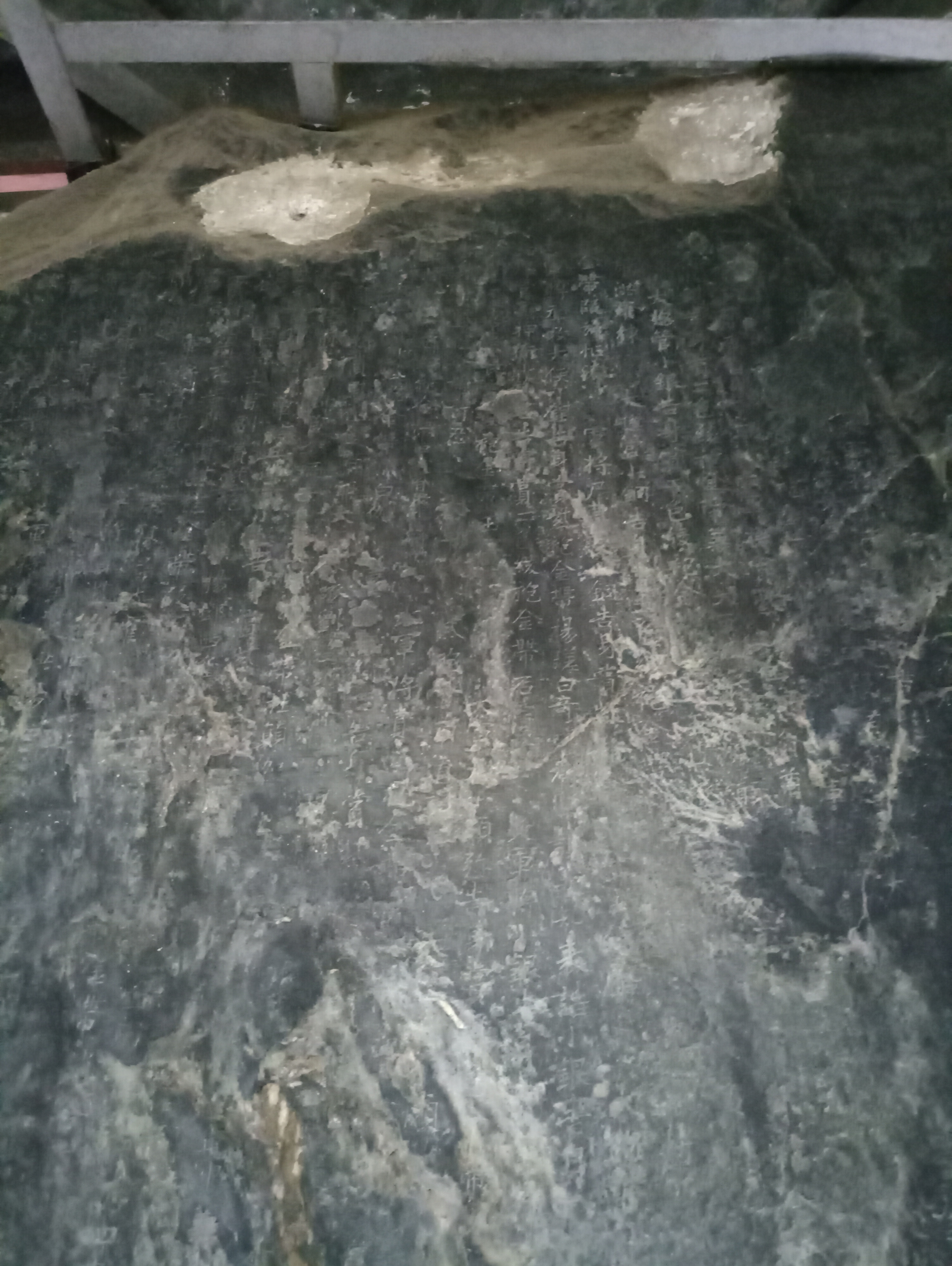
太和城遗址-南诏德化碑
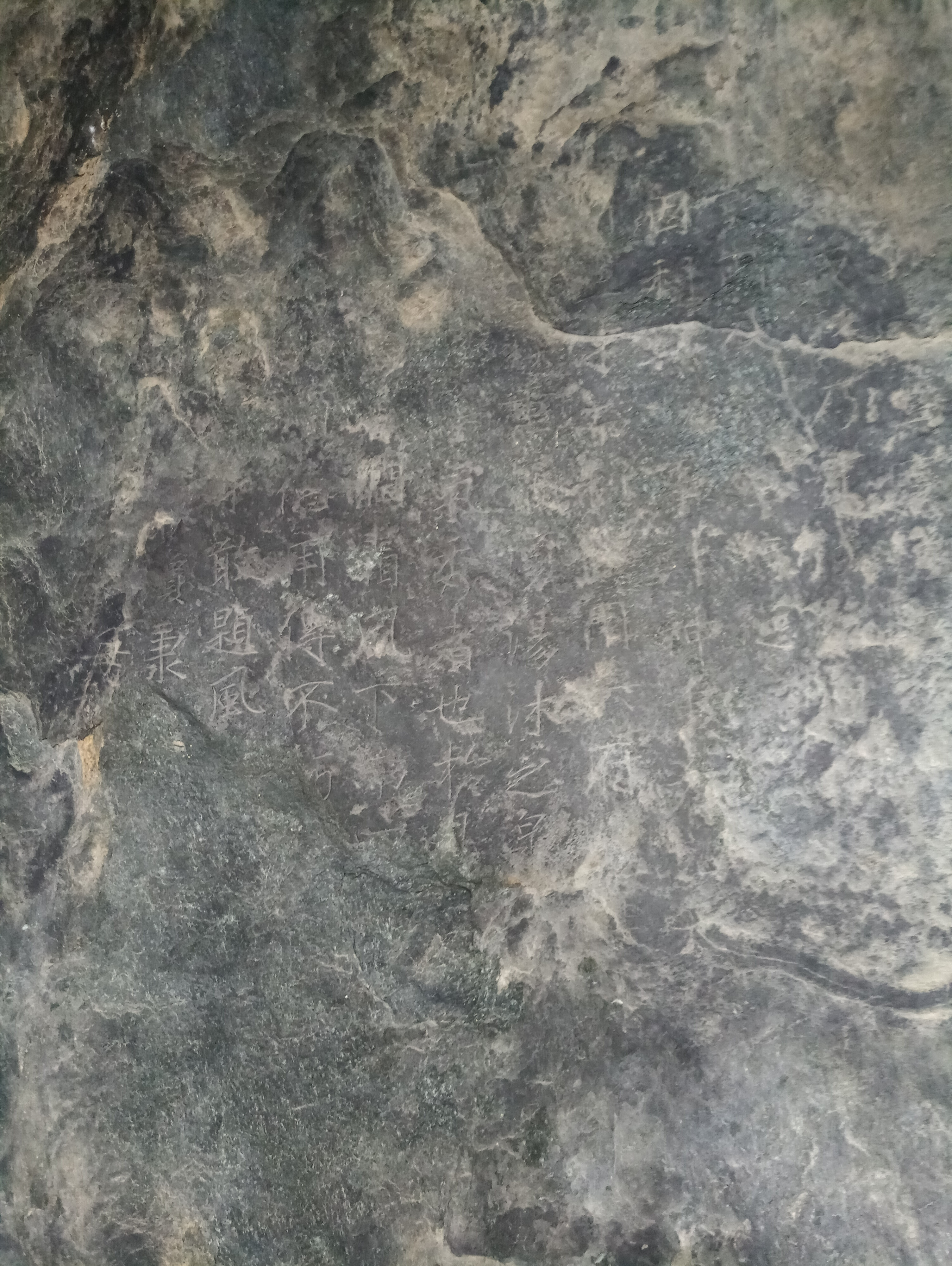
太和城遗址-南诏德化碑
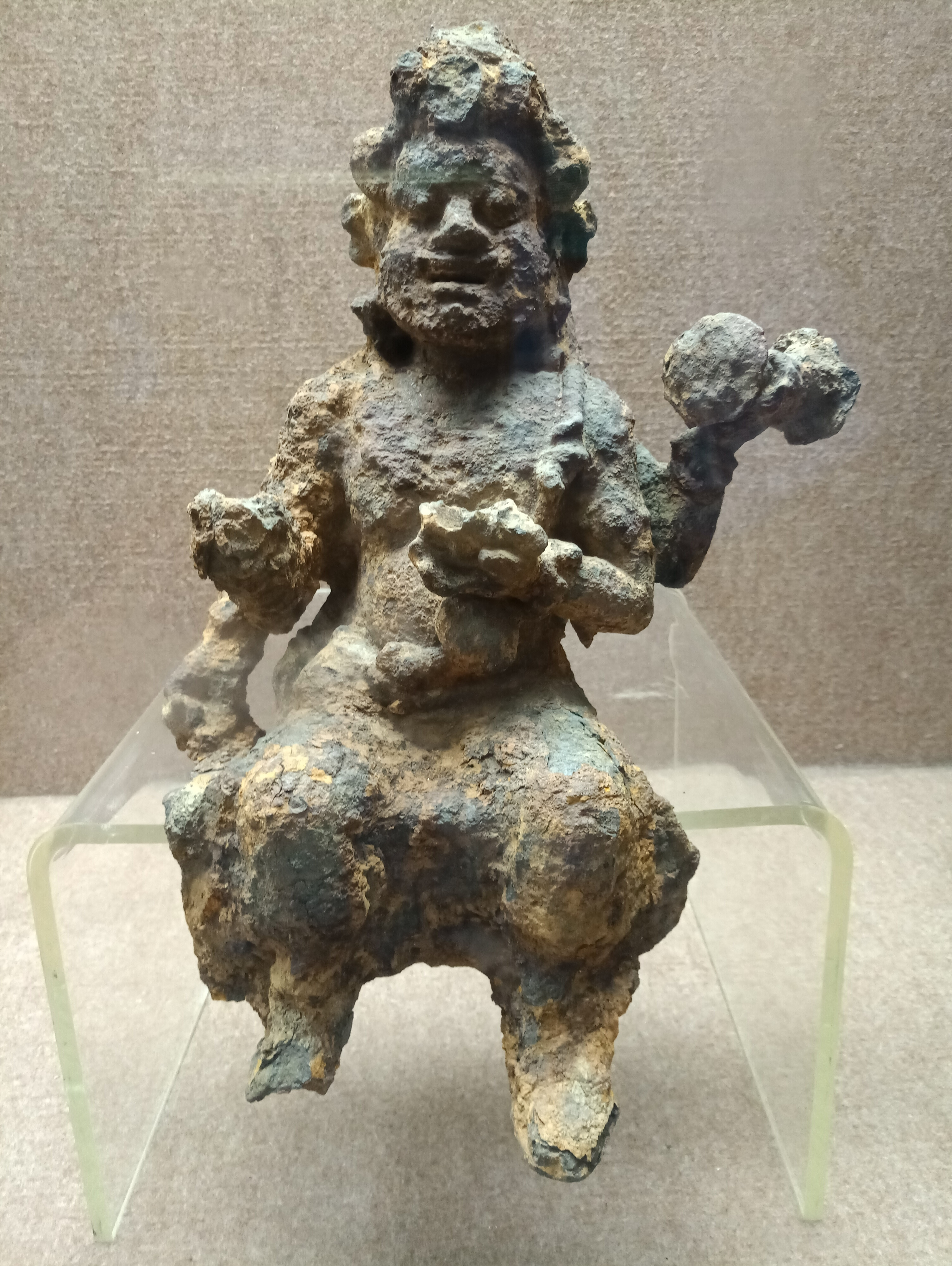
南诏太和城遗址金刚城铁四臂大黑天坐像，藏于大理市博物馆
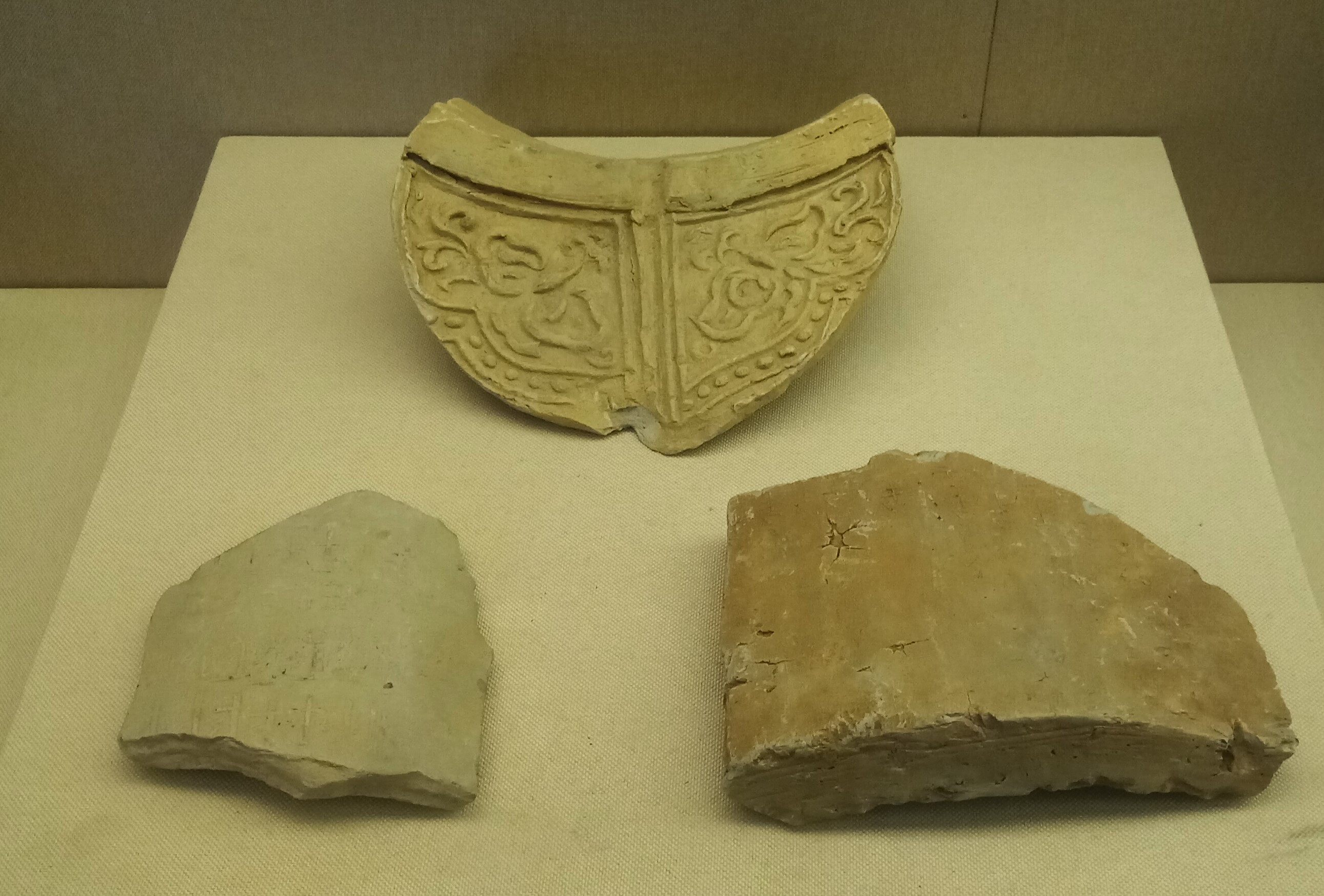
南诏太和城遗址滴水有字瓦当，藏于大理市博物馆
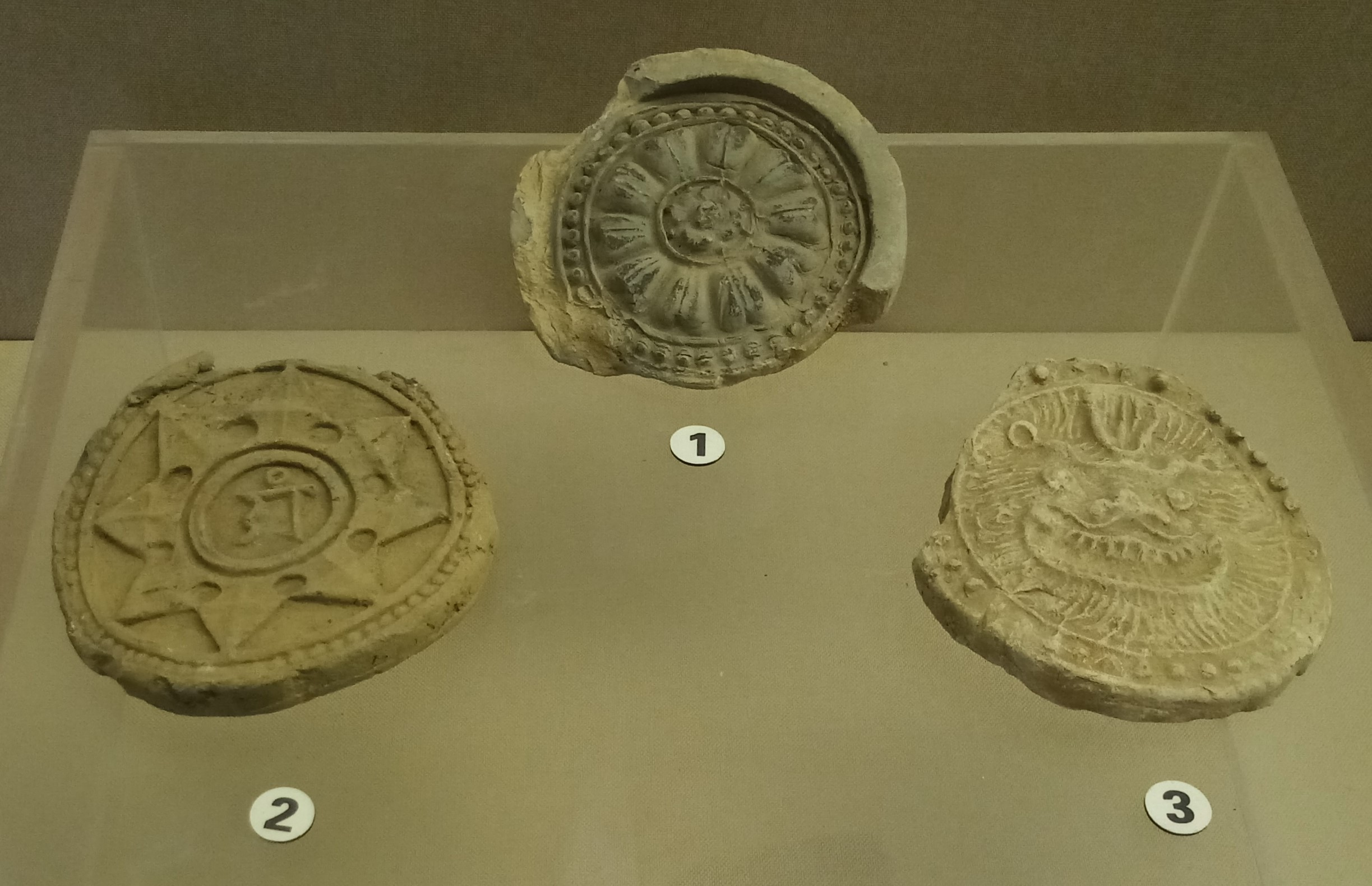
南诏太和城遗址文物：①莲瓣瓦当②法轮梵文瓦当③兽面瓦当，藏于大理市博物馆
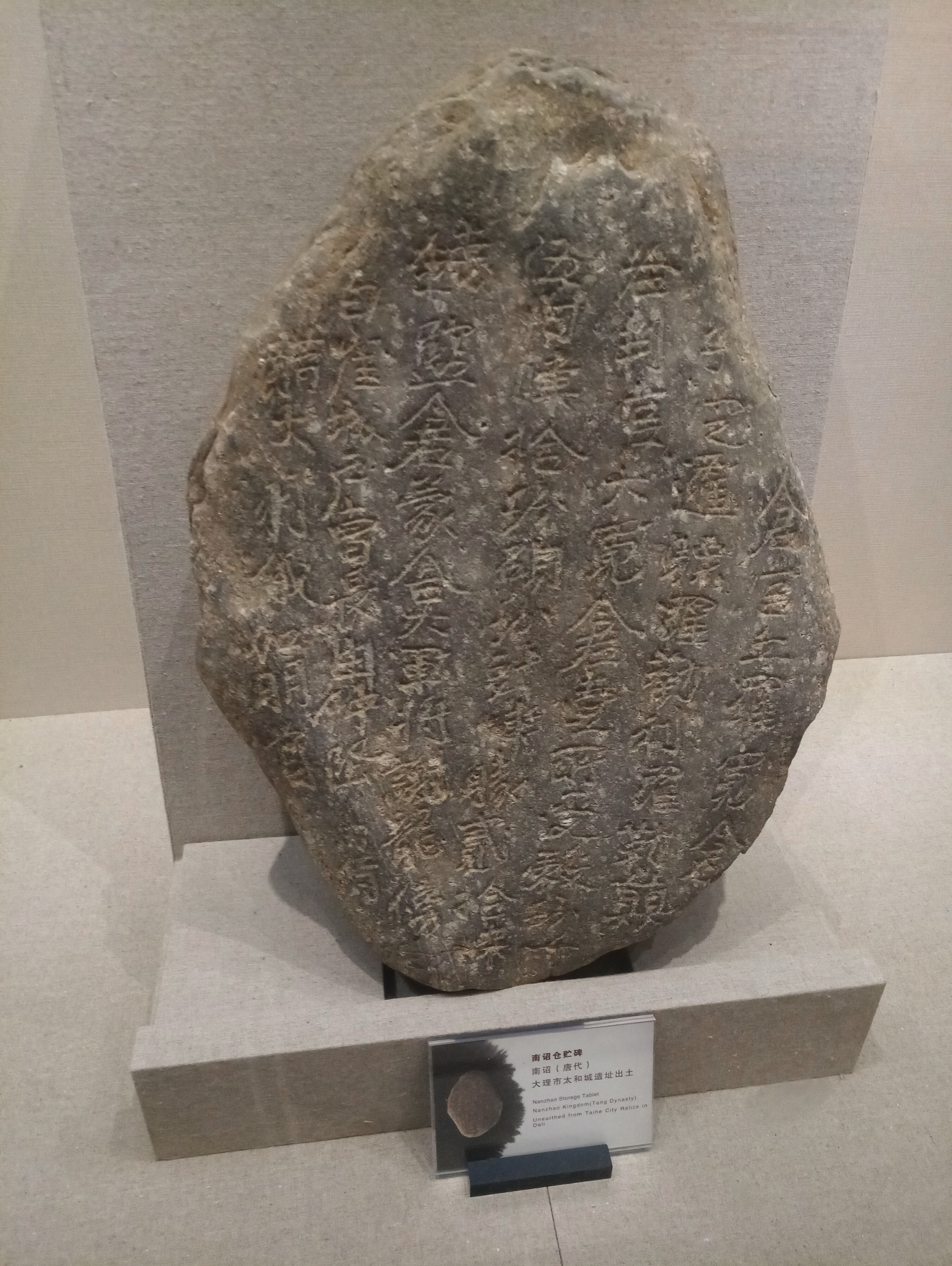
南诏仓贮碑